# Resende (Viseu)
Resende ist eine Kleinstadt (Vila) und ein Kreis (Concelho) in Portugal mit 10.051 Einwohnern auf einer Fläche von 123,3 km².(Stand: 19. April 2021)

## Geschichte

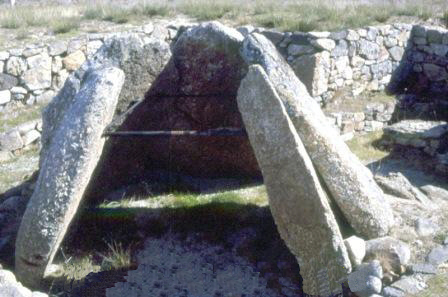
Dolmen Sao Cristovao

Antas wie der Dolmen Sao Cristovao und andere Funde belegen eine vorgeschichtliche Besiedlung. Auch Siedlungsreste der Castrokultur und der Lusitaner finden sich. Im 2. Jahrhundert v. Chr. nahmen die Römer das Gebiet ein. Es wurde Teil der Provinz Lusitanien, Römerstraßen nach Lamego verliefen durch das heutige Kreisgebiet. Nachdem im 5. Jahrhundert die Sueben die Römer hier vertrieben, wurde das Gebiet Teil des Westgotenreichs. Im Verlauf der arabischen Landnahme ab 711 fiel das Gebiet an die Mauren. Im Namen der Kreisgemeinde São Martinho de Mouros findet sich noch heute ein Bezug zu dieser Zeit.
Im Zuge der Reconquista wurden im Kreisgebiet zwei Verwaltungseinheiten geschaffen. Neben São Martinho de Mouros (vermutlich 1058 erste Stadtrechte) war dies der Kreis von Arego, der 1183 die Stadtrechte erhielt. Im 12. Jahrhundert spaltete König D.Afonso Henriques Resende aus dem Kreis Aregos ab und gab es seinem Erzieher Egas Moniz.
Resende wurde 1514 ein eigener Kreis und erhielt erste Stadtrechte. 1855 wurden die Kreise Aregos und São Martinho de Mouros aufgelöst und mit dem zentraler gelegenen Resende zum heutigen Kreis zusammengeschlossen.

## Verwaltung

### Kreis
Resende ist Sitz eines gleichnamigen Kreises (Concelho).
Die Nachbarkreise sind (im Uhrzeigersinn im Norden beginnend): Baião, Mesão Frio, Lamego, Castro Daire sowie Cinfães.
Mit der Gebietsreform im September 2013 wurden mehrere Gemeinden zu neuen Gemeinden zusammengefasst, sodass sich die Zahl der Gemeinden von zuvor 15 auf elf verringerte.
Die folgenden Gemeinden (Freguesias) liegen im Kreis Resende:

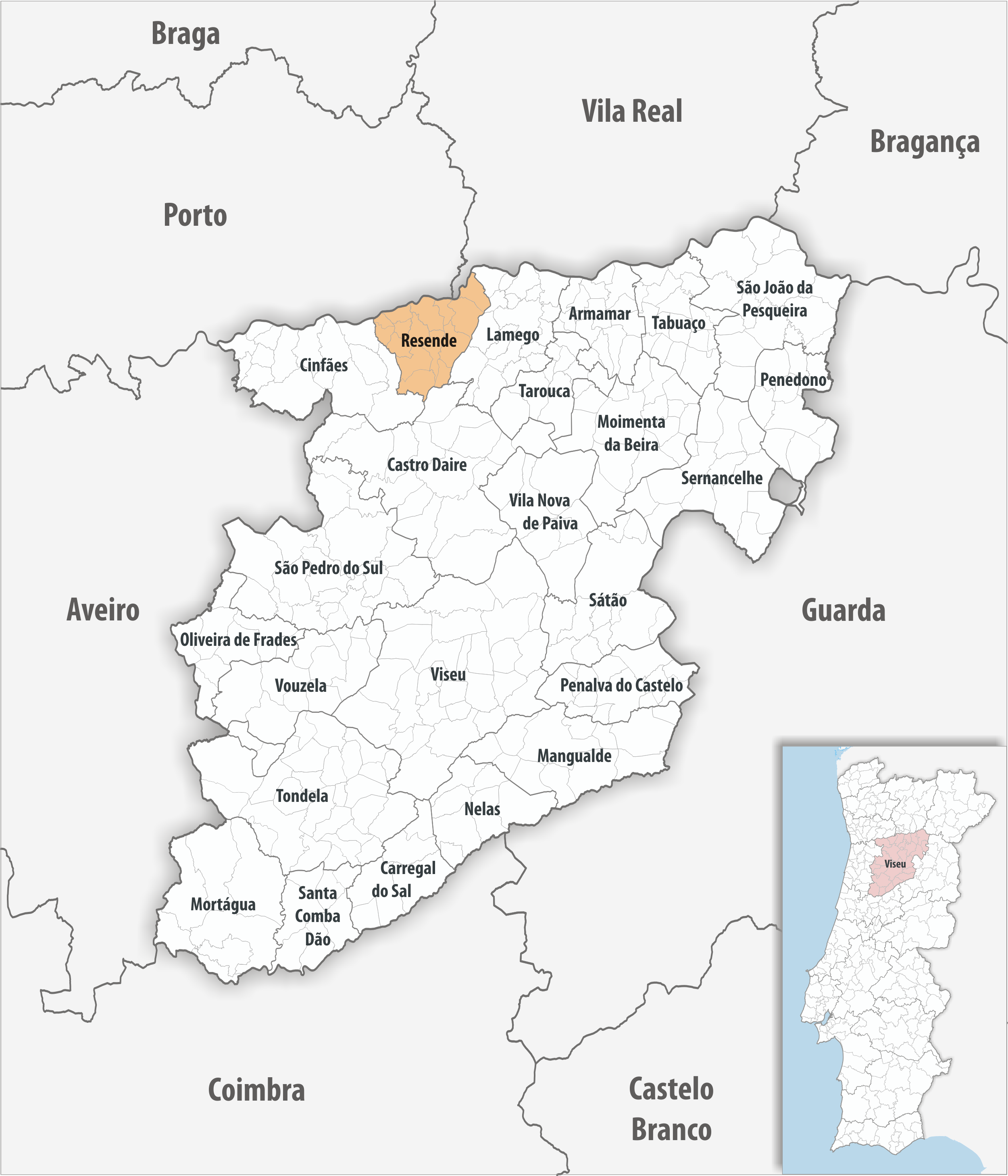
Kreis Resende

| Gemeinde                      | Einwohner (2021) | Fläche km² | Dichte Einw./km² | LAU- Code |
| ----------------------------- | ---------------- | ---------- | ---------------- | --------- |
| Anreade e São Romão de Aregos | 1.348            | 9,83       | 137              | 181316    |
| Barrô                         | 595              | 10,04      | 59               | 181302    |
| Cárquere                      | 746              | 7,50       | 99               | 181303    |
| Felgueiras e Feirão           | 364              | 13,28      | 27               | 181317    |
| Freigil e Miomães             | 678              | 7,43       | 91               | 181318    |
| Ovadas e Panchorra            | 283              | 23,82      | 12               | 181319    |
| Paus                          | 421              | 13,40      | 31               | 181310    |
| Resende                       | 3.076            | 11,88      | 259              | 181311    |
| São Cipriano                  | 670              | 6,70       | 100              | 181312    |
| São João de Fontoura          | 537              | 5,06       | 106              | 181313    |
| São Martinho de Mouros        | 1.333            | 14,41      | 93               | 181314    |
| Kreis Resende                 | 10.051           | 123,35     | 81               | 1813      |

### Bevölkerungsentwicklung
| Einwohnerzahl im Kreis Resende (1801–2011) | Einwohnerzahl im Kreis Resende (1801–2011) | Einwohnerzahl im Kreis Resende (1801–2011) | Einwohnerzahl im Kreis Resende (1801–2011) | Einwohnerzahl im Kreis Resende (1801–2011) | Einwohnerzahl im Kreis Resende (1801–2011) | Einwohnerzahl im Kreis Resende (1801–2011) | Einwohnerzahl im Kreis Resende (1801–2011) | Einwohnerzahl im Kreis Resende (1801–2011) |
| ------------------------------------------ | ------------------------------------------ | ------------------------------------------ | ------------------------------------------ | ------------------------------------------ | ------------------------------------------ | ------------------------------------------ | ------------------------------------------ | ------------------------------------------ |
| 1801                                       | 1849                                       | 1900                                       | 1930                                       | 1960                                       | 1981                                       | 1991                                       | 2001                                       | 2011                                       |
| 4.128                                      | 3.506                                      | 19.334                                     | 21.894                                     | 20.226                                     | 15.356                                     | 13.675                                     | 12.370                                     | 11.364                                     |

### Kommunaler Feiertag
- 29. September

### Städtepartnerschaften
- Kap Verde: Boavista[6]

## Verkehr
Die Eisenbahnstrecke Linha do Douro führt durch das Kreisgebiet, mit mehreren Haltepunkten (Aregos, Mirão und Ermida).
Die Nationalstraße N108 führt zur etwa 25 km östlich verlaufenden Autobahn A24, Anschlussstelle Nr. 11 (Peso da Régua). Etwa 40 km nördlich (über die N101/N15) verläuft die Autobahn A4, Anschlussstelle Nr. 18 (Padronelo).
Resende ist in das landesweite Busnetz der Rede Expressos eingebunden.

## Söhne und Töchter der Stadt
- Manuel Borges Carneiro (1774–1833), Jurist und Politiker, liberaler Aktivist der Liberalen Revolution 1822
- José Dionísio de Melo e Faro (1834–1877), Politiker, Großgrundbesitzer und Journalist
- Adriano Antero (1846–1934), Jurist und Schriftsteller
- Benedita Serrano (* 1943), Malerin
- Nel Monteiro (* 1960), Unterhaltungssänger